# Iluviación
La iluviación es el proceso de acumulación en un horizonte del suelo, elementos procedentes de otro. 
La mayoría de las veces, la iluviación se debe al descenso de materias del horizonte A al horizonte B. En otros casos existe una migración ascendente o bien, si se trata de pendientes, oblicuas. Los elementos migratorios son partículas de arcilla, óxido de hierro y de aluminio, humus, etc., al estado coloidal, o sea emulsionadas en el agua, dentro de la cual repelen por tener una carga eléctrica que puede ser positiva o negativa, pero siempre la misma en todas las partículas.
Existen, según su naturaleza, dos tipos de iluviación:
- En la iluviación mecánica, cuando las aguas lluvias percoladas alcanzan un horizonte de suelo más seco, el agua arrastra materiales finos de modo descendente a través de la acción capilar de microcanales.

- En la iluviación química los constituyentes solubles son depositados debido a diferencias en la química del suelo, especialmente el pH y el potencial de redox.